# يو إف سي على فوكس: إيميت ضد ستيفنس
يو إف سي على فوكس: إيميت ضد ستيفنس (بالإنجليزية: UFC on Fox: Emmett vs. Stephens)‏ هو حدث لفنون القتال المختلطة نظمته يو إف سي، أُقيم في 24 فبراير 2018، على مركز أمواي في أورلاندو، فلوريدا، الولايات المتحدة.